# Ilinska planina
Ilinska planina (makedonski: Илинска планина) je planina u 
zapadnoj Sjevernoj Makedoniji. 

## Zemljopisno-geološke karakteristike
Ilinska planina prostire se u zapadnoj Sjevernoj Makedoniji, južno od 
grada Kičeva, između teritorija Općine Debarca na zapadu, 
Općine Kičevo na sjeveru i Demir Hisar na 
istoku.
Ilinska planina je vododjelnica između jadranskog i 
egejskog sliva, proteže se u smjeru sjeverozapad-jugoistok. Najviši vrh je 
planine je Liska s 1908 m. Planina je dobila ime po proroku Iliji, a na 
jednom od njenih vrhova od 1525 m nalazi manastir Sv. Ilije.
U neposrednoj blizini sela Golemo Ilino izvire rijeka Crna druga po veličini rijeka u Sjevernoj Makedoniji.
Ilinska planina je sastavnjena od kristalastih škriljaca, preko kojih su se nataložili slojevi vapnenca. Niži dijelovi planine pokriveni su niskim žbunjem i šumama, a viši dijelovi travom i niskim grmolikim smrekama.

## Vanjske poveznice
- Ilinska Planina, Belčišta